# Lady and Butler
Lady and Butler (執事様のお気に入り, Shitsuji-sama no Okiniiri) est un shōjo manga écrit et dessiné par Rei Izawa d'après une idée de Fuyu Tsuyama. Il est prépublié entre 2007 et 2015 dans le magazine Bessatsu Hana to yume de l'éditeur Hakusensha, et 21 tomes ont été publiés. La version française a été éditée en intégralité par Pika Édition.
Une suite intitulée Shitsuji-sama no Okiniiri Encore est prépubliée en 2016 et compilé en un tome en 2017.

## Histoire

### Prologue
À l'académie Sôseikan, il y a deux cursus différents : la classe L (pour les "Lords" et les "Lady") et la classe B (pour "Butler",en anglais autrement dit, la classe des majordomes). Les classes B sont exclusivement composées de garçon et il n'y a qu'une seule classe B par année scolaire. Elle accueille l'élite des élèves, selon un principe de mérite. Un élève de la classe B peut être lié à un élève de la classe L, durant le temps de la scolarité, s'il a passé avec lui un contrat de majordome attitré...

### Synopsis
Ryô a perdu ses parents et a été recueillie par ses grands-parents. Ils l'ont envoyée faire ses études dans la très sélecte académie Sôseikan. Dès son arrivée, elle se lie d'amitié avec Hakuô Kanzawa, le fils d'une richissime famille, qui a intégré volontairement la classe des majordomes pour montrer ses capacités réelles sans avoir recours aux privilèges dont il aurait pu bénéficier. Pour aider Ryô, engagée dans un défi stupide avec une autre élève, il s'engage à devenir son majordome attitré. Peu habituée à être traitée comme une princesse, Ryô comprend qu'elle n'a pas le choix et qu'elle doit suivre les directives de Hakuô pour devenir une "lady". Préparation d'un examen de remise à niveau, leçon de valse... Que lui réserve la suite de cet apprentissage difficile ?

## Personnages
Ryô Himura (氷村良, Himura Ryô)
Ryô, 17 ans, issue de la classe moyenne, est en 2e année de la classe L. Elle est très douée pour faire des gâteaux. Un talent qui lui vient de sa mère et qui fait l'admiration de Hakuô.
Hakuô Kanzawa (神澤伯王, Kanzawa Hakuô)
Hakuô, 17 ans, est en 2e année de classe B. C'est l'héritier de la fortune Kanzawa. Charmé par la spontanéité et le naturel de Ryô, il est devenu son majordome attitré... Il adore les friandises mais déteste les légumes.
Iori Dôke (道家庵, Dôke Iori)
Iori, 18 ans, est en 3e année de classe B. Il est au service de Hakuô depuis sa prime jeunesse et ne vit que pour lui. Il est cool et sombre à la fois.
Hayato Kanuka (鹿糠隼斗, Kanuka Hayato)
Hayato, 18 ans, est en 3e année de classe B. C'est le rival de Iori puisqu'il est lui aussi au service de Hakuô. Il est plutôt simple mais fougueux.
Kaoruko Asamiya (朝宮薫子, Asamiya Kaoruko)
Elle a 17 ans et est en 2e année de classe L avec Ryô dont elle est l'amie. Elle connaît tout sur les majordomes. Elle a créé le magazine "Kuro Tsubame" qui répertorie les informations qu'elle glane au quotidien sur eux.
Masaki Sendô (仙堂征貴, Sendô Masaki)
Il a 17 ans et est dans la même classe qu'Hakuô. Il est surnommé le majordome-cyborg. Il dirige l'association autogérée des classes B avec beaucoup d'assurance. Il est comme chien et chat avec Hakuô.

## Liste des volumes
| no | Japonais          | Japonais          | Français         | Français          |
| no | Date de sortie    | ISBN              | Date de sortie   | ISBN              |
| --- | ----------------- | ----------------- | ---------------- | ----------------- |
| 1 | 19 juin 2007      | 978-4-592-18511-6 | 5 janvier 2011   | 978-2-8116-0413-4 |
| À la suite du décès de ses parents, Ryô Himura est envoyée par ses grands parents à l'académie Sôseikan, un lycée réservé à l’élite du pays. Au sein de cette académie, deux classes cohabitent : la « Lady & Lord Class » - ou « L Class » - constituée d’héritiers de riches familles et la « Butler Class » - ou « B Class » - qui accueille les élèves en fonction de leur mérite. Perdue dès son arrivée dans ce vaste complexe, Ryô est aidée par un jeune homme de la « B Class », Hakuô. Ce dernier est étonné par le comportement et les manières de Ryô, différents de ceux des lords et ladies de l’académie. Cependant, Hakuô se distingue lui aussi du reste des étudiants de l’établissement. En effet, bien qu’ayant intégré la « B Class », il est en réalité l’héritier d’une des plus grandes familles du pays, préférant mettre ses capacités à l'épreuve, ce qui fait de lui l’objet de toutes les convoitises des jeunes filles qui rêvent de faire de lui leur « Butler exclusif » ! |                   |                   |                  |                   |
| 2 | 19 novembre 2007  | 978-4-592-18512-3 | 2 mars 2011      | 978-2-8116-0437-0 |
| Les filles du club de cuisine de Kaoruko sont loin d'être prêtes à assumer pleinement la préparation culinaire de la garden party dont elles ont la charge cette année. Douée pour la pâtisserie, Ryô met la main à la pâte pour leur venir en aide et sauver la fête... Au détour d'un buisson du parc de l'académie, Ryô tombe sur un jeune garçon qui cherche son grand frère. Réquisitionnée pour l'aider, elle réalise bientôt qu'il s'agit en fait du jeune frère de Hakuô... Il s'est « sauvé » de chez lui pour venir retrouver ce grand frère auquel il voue une véritable vénération. |                   |                   |                  |                   |
| 3 | 18 avril 2008     | 978-4-592-18513-0 | 4 mai 2011       | 978-2-8116-0465-3 |
| Hakuô est momentanément relevé de son contrat de majordome attitré, du fait du comportement trop relâché qu'affiche Ryô. C'est Masaki Sendô, surnommé "Le majordome-Cyborg", le responsable de l'association autogérée des classes B qui l'a décidé. Il prend lui-même la relève auprès de la jeune fille. D'abord très strict et absolument irréprochable, il finit toutefois par être touché par la relation que les deux jeunes gens entretiennent et convient que Hakuô est finalement le majordome qui convient le mieux à la jeune fille. |                   |                   |                  |                   |
| 4 | 17 juillet 2008   | 978-4-592-18514-7 | 29 juin 2011     | 978-2-8116-0505-6 |
| Ryô veut faire un cadeau à Hakuô pour le remercier de tout ce qu’il fait pour elle. Elle décide alors de lui acheter un stylo-plume pour remplacer celui qu’il vient de casser, mais devant le prix, elle se voit obligée de prendre un petit boulot sans le dire à son ami… Dès lors, Ryô travaille comme serveuse dans un salon de thé spécialisé dans les tartes. Peu après, Harumi Sakisaka, un majordome légendaire, originaire lui aussi de l'Académie Sôseikan, y revient pour donner un cours spécial aux classes B. C'est, entre autres, par admiration pour lui que Hakuô a voulu intégrer la classe B. Ryô veut en savoir plus sur ce majordome et décide d'assister à son cours. Harumi Sakisaka, quant à lui, profite d'un événement pour lancer un challenge à Hakuô. |                   |                   |                  |                   |
| 5 | 19 décembre 2008  | 978-4-592-18515-4 | 7 septembre 2011 | 978-2-8116-0533-9 |
| Ryô retourne chez ses grands-parents maternels pour les vacances d'été. Elle profite tranquillement et pleinement de la saison quand Rio, le petit frère de Hakuô et Aoi, sa sœur aînée, l'emmènent de force dans leurs résidence familiale du bord de la mer où les rejoignent Hakuô et compagnie ! Entre une Aoi opiniâtre qui abuse un peu de son autorité et un Rio qui se volatilise, les histoires ne font que commencer. |                   |                   |                  |                   |
| 6 | 19 mai 2009       | 978-4-592-18516-1 | 3 novembre 2011  | 978-2-8116-0565-0 |
| Le 2e semestre a commencé à l'académie Sôseikan quand un étudiant étranger y fait son entrée. Ce fils de bonne famille s'appelle Albert et vient d'Angleterre. Ryô le prend en charge et essaie de faire en sorte qu'il se plaise à l'école mais s'inquiète un peu de l'intimité et de la familiarité qui s'installe rapidement entre eux. Hakuô observe leur rapprochement et tente de rester dans son rôle de majordome... Mais au fond de lui, il est loin d'être aussi calme qu'il le désirerait... ! |                   |                   |                  |                   |
| 7 | 18 décembre 2009  | 978-4-592-18517-8 | 4 janvier 2012   | 978-2-8116-0605-3 |
| La première manifestation sportive à laquelle Ryô va assister depuis son entrée à l'académie,approche. Elle met tout son cœur à développer un esprit d'équipe et de cohésion dans son groupe. Mais ses camarades, plus réservés qu'elle, ne montrent guère d'enthousiasme. En tant que membre exécutif délégué de la fête, elle décide de prendre des initiatives et se met au travail avec plaisir et ardeur sous l’œil observateur des élèves de l'école. |                   |                   |                  |                   |
| 8 | 19 mai 2010       | 978-4-592-19248-0 | 1 mars 2012      | 978-2-8116-0640-4 |
| Makoto Kusunoki est une nouvelle élève qui intègre l'académie Sôseikan. Issue d'une riche et grande famille, son nom est sur toutes les lèvres... Mais que ressent Hakûo ? Ryô se pose des questions à son sujet quand ce dernier ne peut refuser une requête émanant des Kusunoki qui le contraint à s'éloigner un moment de Ryô. Elle ressent cruellement la tristesse de ne plus avoir son majordome à ses côtés d'autant que Makoto lui avoue qu'elle est très attachée à Hakuô. |                   |                   |                  |                   |
| 9 | 19 octobre 2010   | 978-4-592-19249-7 | 2 mai 2012       | 978-2-8116-0683-1 |
| Des élèves issus d'une école anglais de majordomes, l'institut Keith Wards, arrivent à l'académie Sôseikan dans le cadre d'un programme de rapprochement. Très vite, la rivalité entre les deux écoles se fait sentir. Les élèves des classes B réagissent fortement lorsque ceux de Keith Wards tentent de se placer auprès des L en tant que futurs majordomes. L’histoire va se régler en une compétition de compétences pour savoir laquelle des deux écoles fournit les meilleurs majordomes. Ryô accepte la place d'agent de liaison entre les L et les majordomes... |                   |                   |                  |                   |
| 10 | 18 mars 2011      | 978-4-592-19250-3 | 4 juillet 2012   | 978-2-8116-0732-6 |
| Ryô a pris conscience de ses sentiments pour Hakuô. Elle veut profiter d'une journée de détente dans un parc d'attraction pour lui en faire part et s'assurer de la réciprocité de cet amour. Mais son projet n'aboutit pas. Par ailleurs, son père a décidé de présenter officiellement Hakuô comme l'héritier du groupe Kanzawa, le jour de ses 17 ans... Ryô parviendra-t-elle à trouver un moment pour avouer ses sentiments à Hakuô ? Sur la voie d'un amour douloureux... |                   |                   |                  |                   |
| 11 | 20 octobre 2011   | 978-4-592-19273-2 | 3 octobre 2012   | 978-2-8116-0918-4 |
| Ryô a avoué à Hakuô qu'elle l'aimait. Déstabilisé par cet aveu, Hakuô lui demande un temps de réflexion. S’il s’engage vis-à-vis de Ryô, sa position de futur dirigeant du groupe Kanzawa impliquera forcément des contraintes pour Ryô, ce qu’il refuse de lui imposer. Ryô ignore les raisons de l’hésitation de Hakuô mais a bien remarqué à quel point ses révélations l’ont embarrassé. Si son amour pour Hakuô n’est pas réciproque, elle préfère renoncer à lui définitivement... |                   |                   |                  |                   |
| 12 | 20 février 2012   | 978-4-592-19274-9 | 3 janvier 2013   | 978-2-8116-1078-4 |
| C'est le nouvel an. Les présentations officielles de Hakuô en tant qu'hériter du groupe Kanzawa continuent. Il arrive cependant à s'échapper quelques heures et retrouve Ryô par hasard dans le temple où il est venu se recueillir pour la nouvelle année. Le tirage de la fève d'un gâteau des rois fait de Hakuô le roi d'un jour. Cette journée permet à Ryô et Hakuô d'inverser leurs rôles habituels et de comprendre certaines choses sur leur relation... |                   |                   |                  |                   |
| 13 | 20 août 2012      | 978-4-592-19275-6 | 3 juillet 2013   | 978-2-8116-1176-7 |
| Iori et Hayato sont sur le point d'obtenir leur diplôme. En attendant, Hishikawa, un élève de classe L, cherche à recruter Hayato comme majordome. Ce dernier refuse mais Iori lui signifie que c'est peut-être une chance, il s'énerve et ils finissent par se battre ! Le jour de la remise des diplômes arrive alors qu'ils sont toujours en froid... |                   |                   |                  |                   |
| 14 | 20 février 2013   | 978-4-592-19276-3 | 27 novembre 2013 | 978-2-8116-1301-3 |
| Yukiya Kuroe, "le pire majordome de l'histoire de la classe B", revient en cours après un renvoi temporaire. Hakuô se voit confier le rôle de tuteur. En effet Yukiya est un majordome de génie et un ami d'enfance de Ryô ! Le voyant isolé à cause de rumeurs négatives à son sujet, Ryô s'inquiète et veut toujours agir. C'est alors qu'une nouvelle affaire impliquant Yukiya éclate. |                   |                   |                  |                   |
| 15 | 19 juillet 2013   | 978-4-592-19277-0 | 2 avril 2014     | 978-2-8116-1421-8 |
| Alors que Sae se fait amie-amie avec Ryô, Yukiya, l'ami d'enfance de l'heroïne, continue de s'opposer à Hakuô, son tuteur. Mais voilà que pour certaines raisons, Yukiya entre au service de Ryô ! Celui qui a la réputation d'être un majordome de génie saura-t-il s'occuper d'elle ? Hakuô associe, par ailleurs, une promesse à une bague qui lui est chère... |                   |                   |                  |                   |
| 16 | 20 février 2014   | 978-4-592-19278-7 | 13 novembre 2014 | 978-2-8116-1636-6 |
| Sae continue d'espérer que Yukiya acceptera de devenir son majordome attitré. Comment va-t-elle réussir à convaincre le jeune homme taciturne d'entrer à son service quand sa rivalité avec Hakuô est de plus en plus palpable ? La situation se complique encore lorsqu'un membre du journal de l'école leur propose de s'affronter dans un duel de majordome ! Sea fait équipe avec Yukiya et se prend au jeu... Comment va finir cette épreuve pour Ryô et Hakuô ? |                   |                   |                  |                   |
| 17 | 18 juillet 2014   | 978-4-592-19279-4 | 15 avril 2015    | 978-2-8116-2055-4 |
| Un voyage scolaire conduit Ryô et Hakuô de Londres à Paris. L'occasion pour eux de faire des rencontres inattendues, de partager des moments inoubliables et surtout de revenir avec de très beaux souvenirs plein la tête. De retour au Japon, tout se complique pour Hakuô, Ryô aura-t-elle la possibilité de soutenir son majordome dans ses épreuves qu'il va devoir surmonter ? |                   |                   |                  |                   |
| 18 | 19 septembre 2014 | 978-4-592-19280-0 | 26 août 2015     | 978-2-8116-2056-1 |
| Sae a décidé d'accepter la proposition de mariage arrangé avec Hakuô. Elle en informe Ryô qui reçoit cette nouvelle comme une flèche en plein cœur ! De son côté, Hakuô, dont le seul objectif est de faire accepter Ryô à son père, quitte l'academie ! Et alors que la jeune fille est désemparée par le soudain départ de son majordome, la pétillante sœur de Hakuô, Aoi, entre en scène... |                   |                   |                  |                   |
| 19 | 20 janvier 2015   | 978-4-592-21439-7 | 16 décembre 2015 | 978-2-8116-2301-2 |
| Ryô fait tout pour s'améliorer et se rapprocher du monde de Hakuô. Un jour, Ayano, un enseignant stagiaire qu'elle vient de rencontrer, lui propose d'être son attitré provisoire durant l'absence d'Hakuô. Dans le même temps, les élèves de l'académie Sôseikan sont en effervescence: la jolie bague que Sae portait fièrement a été volée ! Qui est l'auteur de cet acte odieux et quels sont les mobiles ? |                   |                   |                  |                   |
| 20 | 20 mai 2015       | 978-4-592-21440-3 | 20 avril 2016    | 978-2-8116-3045-4 |
| Afin de protéger Ryô, accusée à tort du vol de a bague de fiançailles de Sae, Hakuô rompt les liens avec sa famille ! Mais il ne sait pas que Ryô, de son côté, a officiellement renoncé a son majordome. C'est le cœur gros que la jeune fille assiste à la réunion qui doit décider de son sort. Sae, qui connaît la force des sentiments des deux jeunes amoureux, gagnera-t-elle le combat qu'elle mène en gardant le silence ? |                   |                   |                  |                   |
| 21 | 18 septembre 2015 | 978-4-592-21441-0 | 24 août 2016     | 978-2-8116-3124-6 |
| Ryô a rompu le contrat d'attitré qui la liait a Hakuô et s'est engagée à ne plus le voir en tête -à-tête. Ce dernier propose à son père d'être son majordome afin qu'il apprennent à se connaître. Hakuô est surtout fermement décidé à convaincre son père de revenir sur son jugement concernant Ryô. La jeune fille, de son côté, commence un travail de pâtissière auprès de Midori qui va lui confier une mission qui pourrait bien changer le cours de sa vie... |                   |                   |                  |                   |